# Aïn Tallout
Aïn Tallout (em árabe: عين تالوت) (também grafado Aïn Tellout) é uma cidade e comuna localizada na província de Tremecém, no noroeste da Argélia. Em 2008, sua população era de 10 286 habitantes.